# Ceanothus sanguineus
Ceanothus sanguineus är en brakvedsväxtart som beskrevs av Frederick Traugott Pursh. Ceanothus sanguineus ingår i släktet Ceanothus och familjen brakvedsväxter. Inga underarter finns listade i Catalogue of Life.

## Bildgalleri

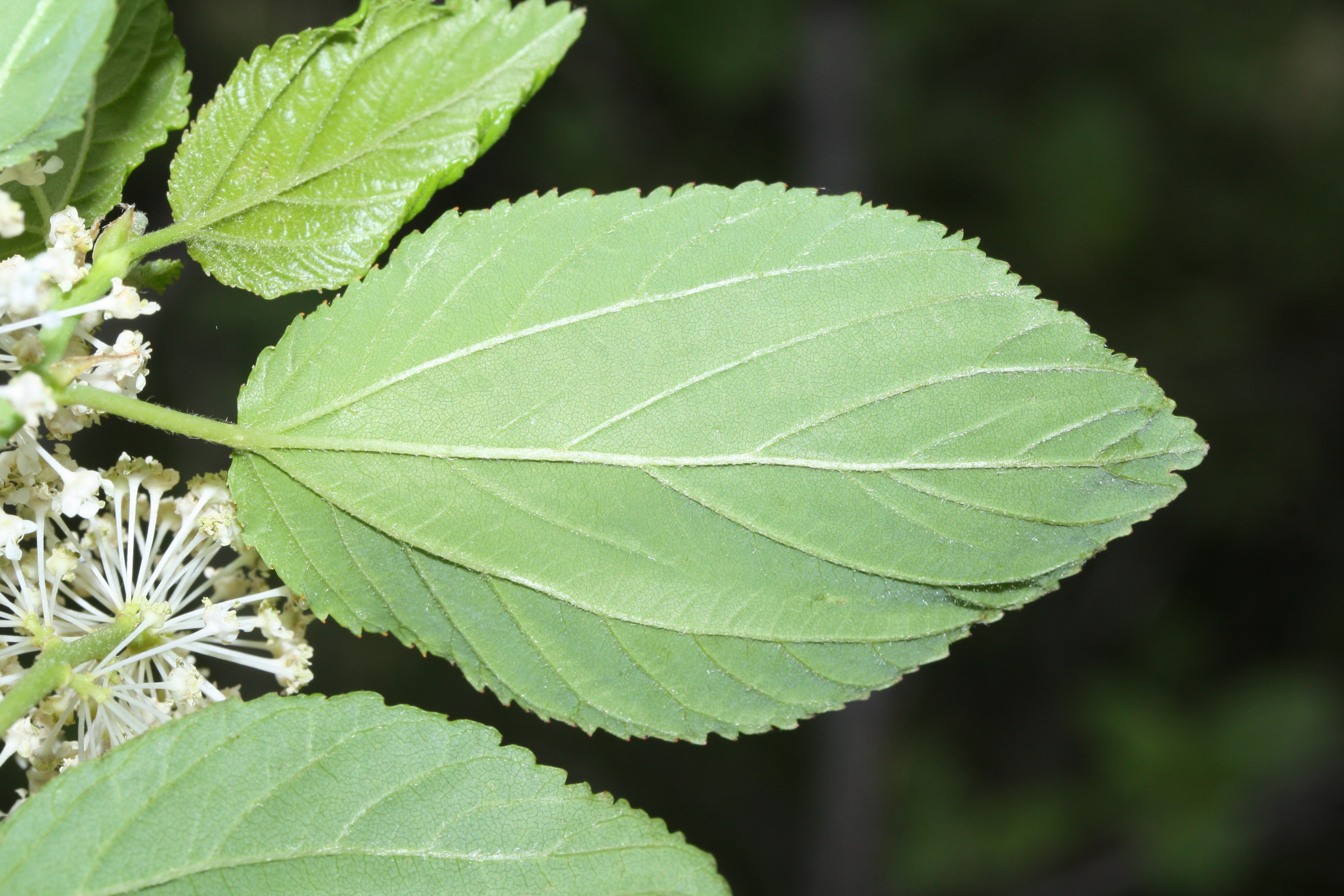
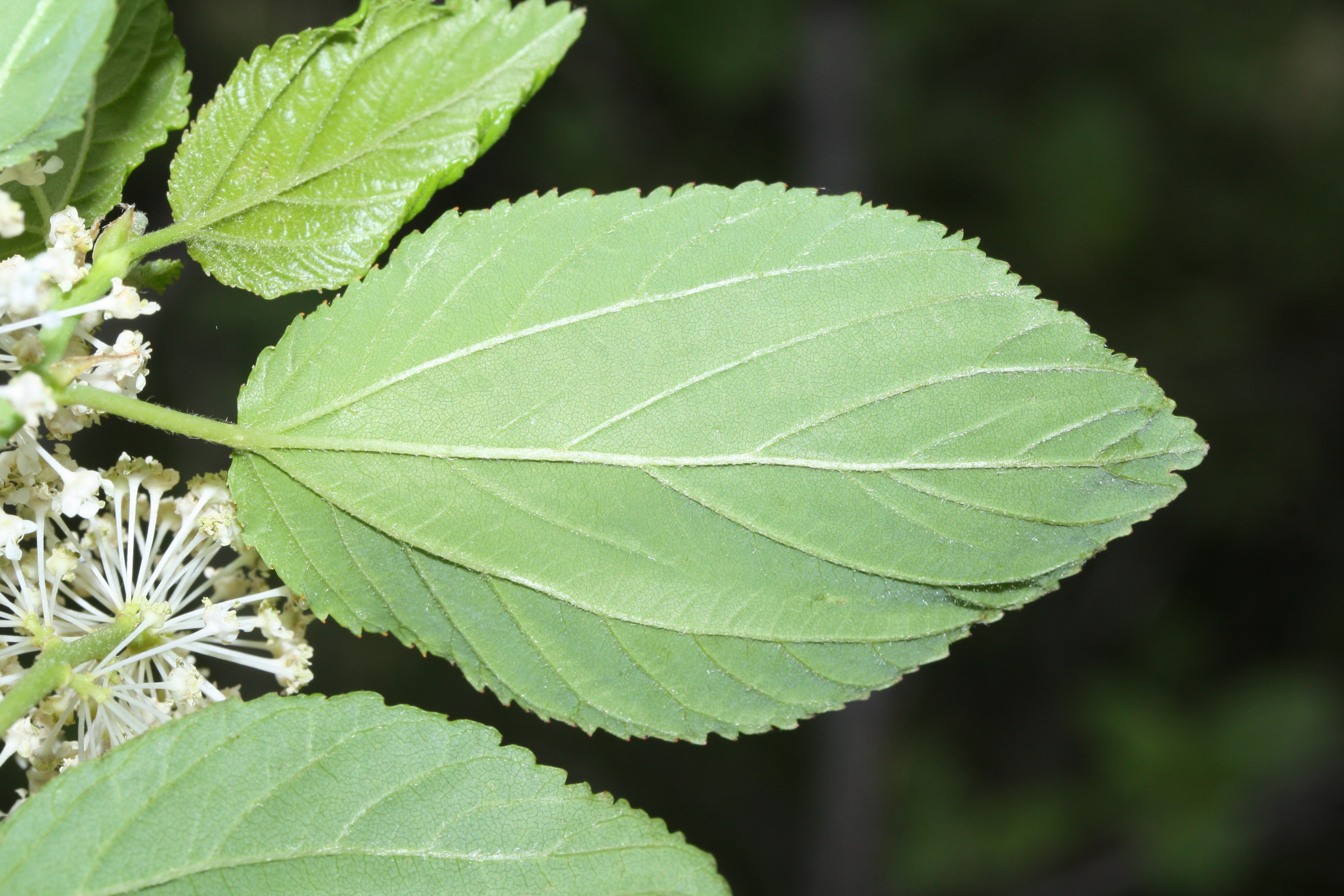
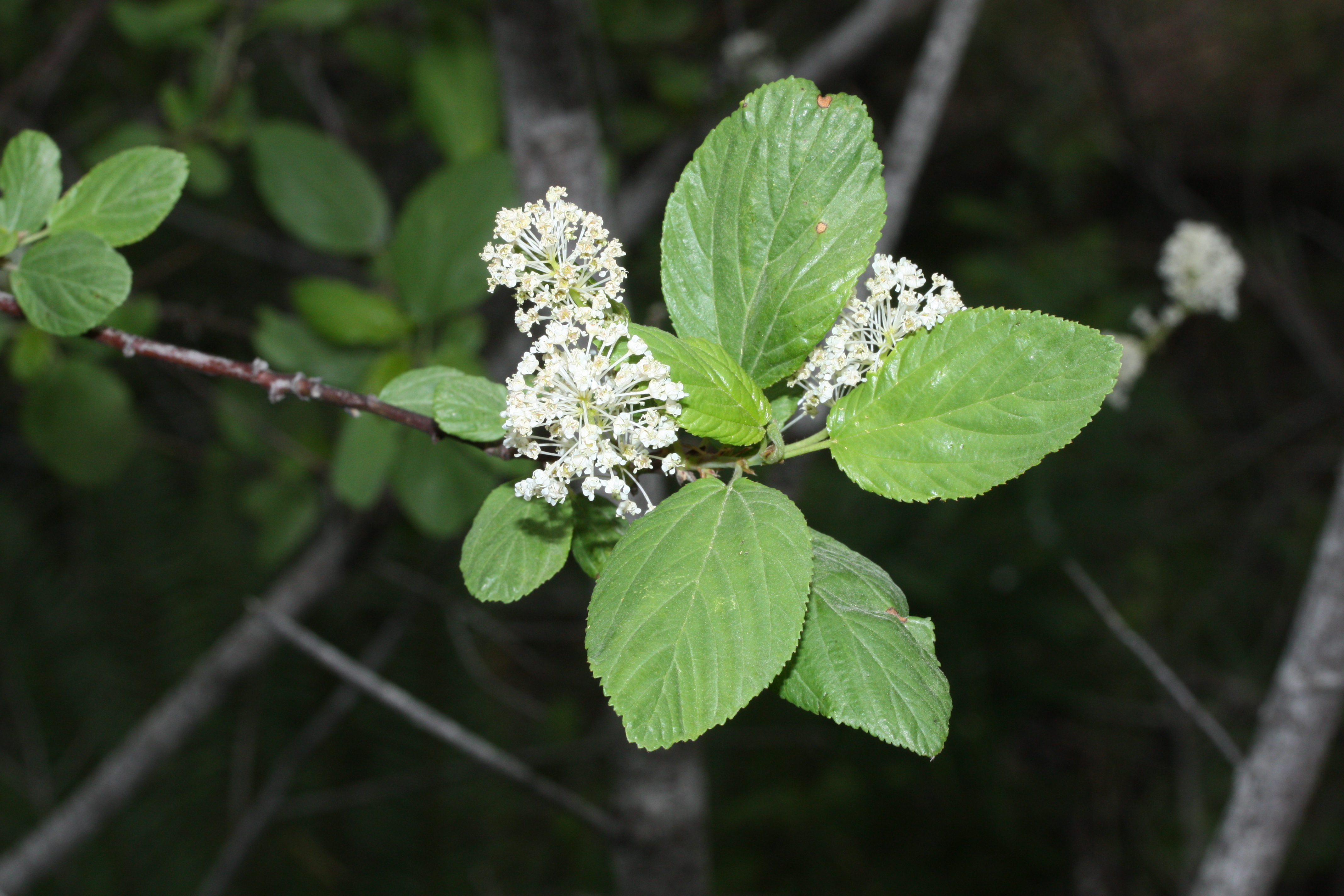
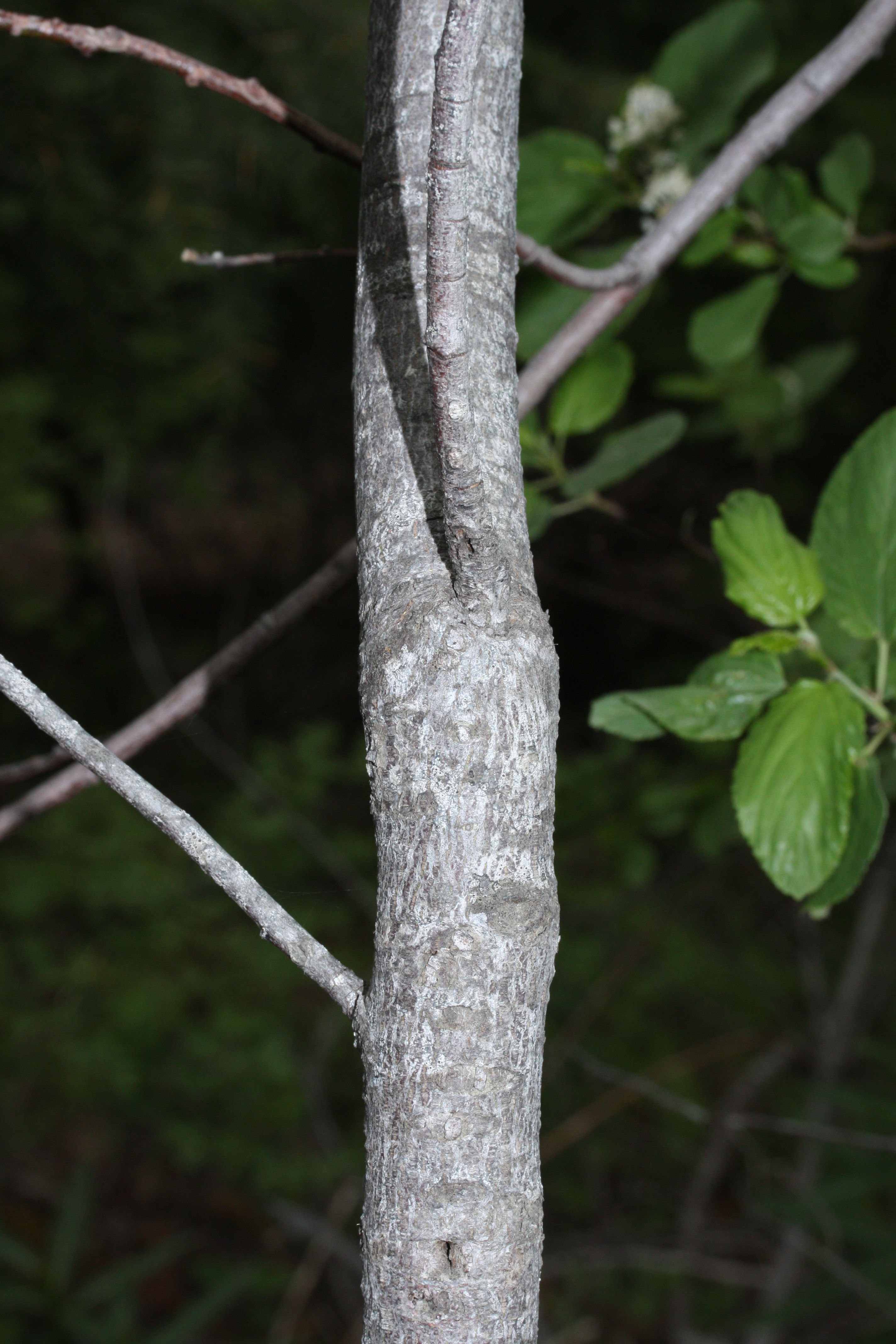
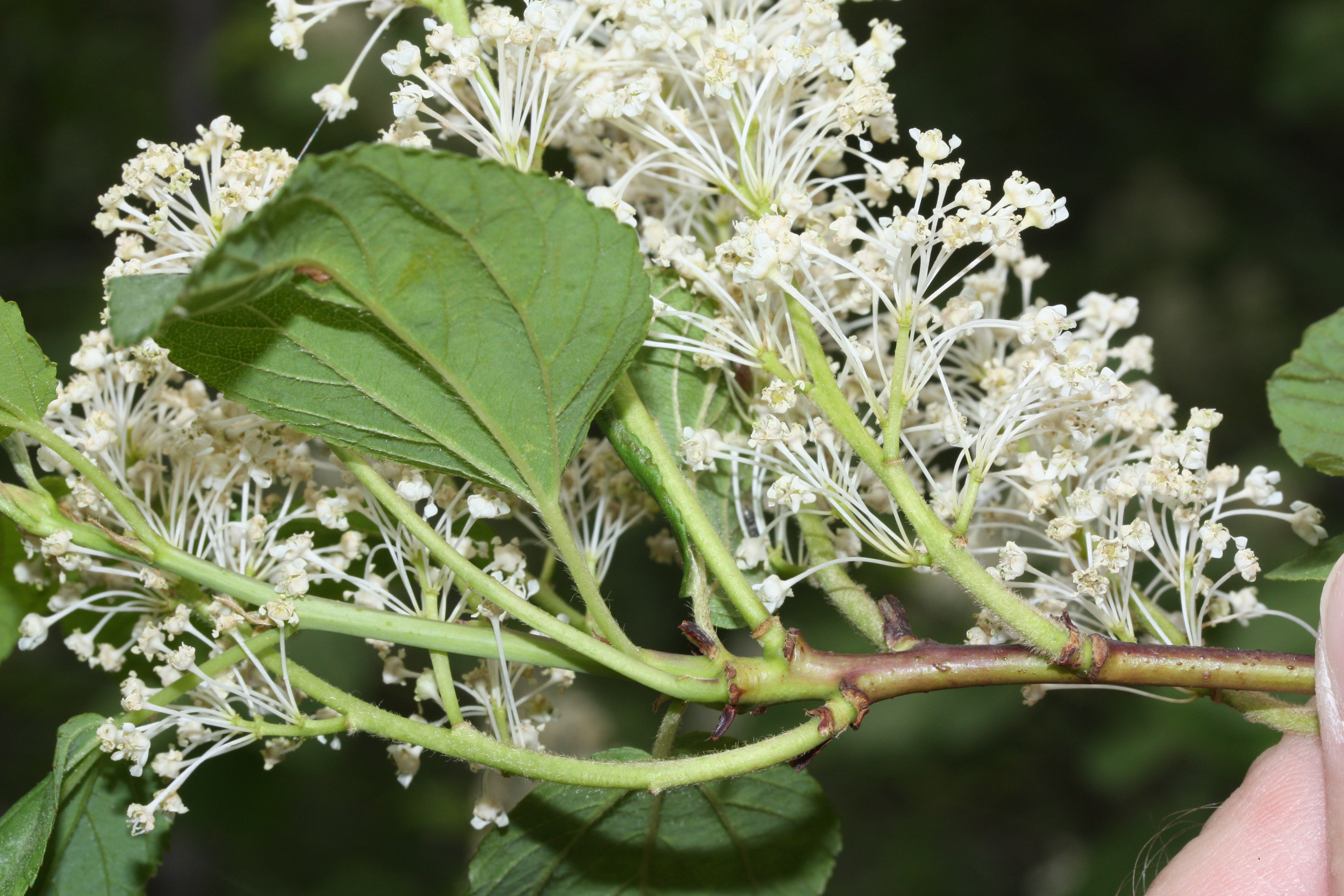
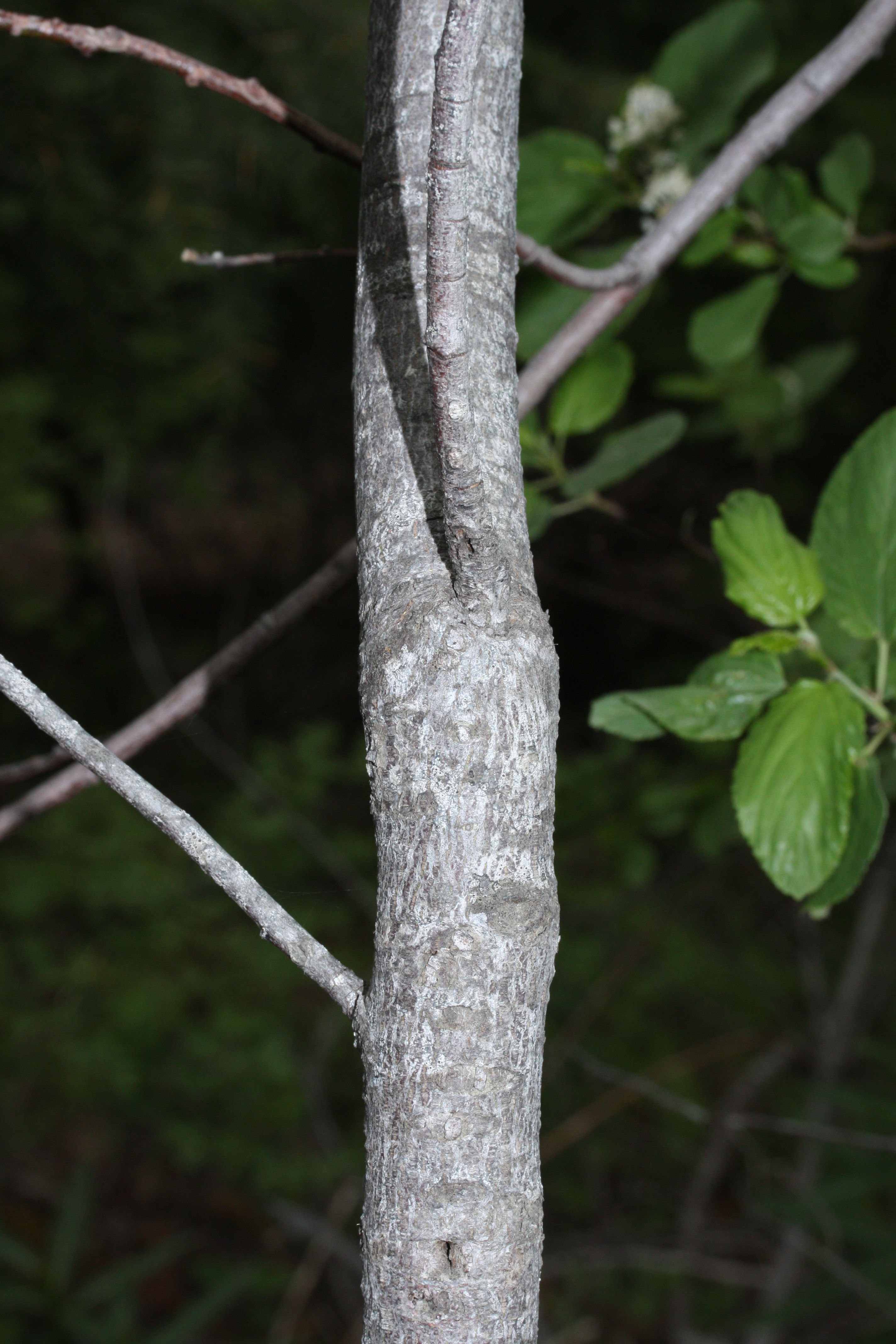